# James Meek
Pour les articles homonymes, voir Meek.
James Meek est un écrivain britannique né en 1962 à Londres. Il a connu un succès international avec son troisième roman Un acte d'amour publié en plus de 25 langues et dont Johnny Depp prépare l'adaptation au cinéma.

## Biographie
Né en Angleterre, James Meek a grandi à Dundee, en Écosse, avant de devenir journaliste et reporter en 1985. Il a également vécu en Russie et en Ukraine de 1991 à 1999 et sa connaissance du monde slave transparaît dans ses œuvres.
Il vit aujourd'hui à Londres. Il a collaboré pendant 20 ans, jusqu'en 2005, à plusieurs grands journaux anglais comme The Guardian, Granta et The London Review of Books : il a traité en particulier les conflits en Irak et en Tchétchénie, les prisonniers au camp de Guantanamo Bay ou les questions de Sécurité sociale au Royaume-Uni. Il se consacre désormais à l'écriture.

## Œuvres
James Meek a publié à ce jour (2015) cinq romans et deux recueils de nouvelles mais on lui doit aussi un ouvrage documentaire sur l'Écosse The Land and the People of Scotland et des anthologies humoristiques Children of Albion Rovers, et sa suite, The Rovers Return.
S'essayant à la fiction narrative, il a publié son premier roman, McFarlane Boils the Sea, en 1989 (paru en français en 1997 sous le titre Thé à l’eau de mer aux Éditions Autrement) ainsi que des recueils de nouvelles : Last Orders and other stories, en 1992 et Drivetime. Son deuxième roman The Museum of Doubt publié en 2000 a retenu l'attention et c'est avec son troisième roman qu'il a atteint la célébrité : publié en anglais en 2005 sous le titre de  The People’s Act of Love (titre français Un acte d'amour 2007), ce roman a reçu un excellent accueil critique international et a été couronné par le Scottish Arts Council Book of Year Award et le Ondaatje Prize. Une adaptation au cinéma est en préparation.

### Un acte d'amour
Ce puissant roman très documenté déroule son action au cœur de la Sibérie en 1919 dans un lieu délimité, et d'une certaine façon théâtral, la bourgade de Jazyk, à proximité du Transsibérien, fief d'une secte de castrats mystiques et où cantonne une compagnie de la Légion tchécoslovaque, déboussolée par la fin de la grande guerre et les conflits entre armées blanches et les armées bolchéviques.
C'est là que, dans la violence et la mort, vont s'affronter et se résoudre les destins des nombreux protagonistes : Samarine, l'activiste révolutionnaire au-delà de l'humain ; Balachov, l'officier de cavalerie russe qui renonce à sa vie de soldat et à sa famille dans une crise de pureté et rejoint une secte de castrats mystiques ; ou encore la photographe Anna Petrovna, seul personnage féminin du roman, hésitant entre son art, ses sentiments pour son ex-mari Balachov (perdu et retrouvé transformé), pour Samarine et pour Mutz, le lieutenant tchèque humaniste et raisonnable opposé à Matula, son capitaine violent qui rêve de devenir roi d'une colonie en Sibérie. Cet affrontement est précédé par les parcours individuels qui sont l'occasion d'évocations fortes comme les conditions géographiques de la Sibérie, la situation de la légion tchécoslovaque après le Traité de Brest-Litovsk, la cavalerie russe au début de la guerre en 1914, la vie dans les bagnes de déportation au nord de la Sibérie, les pratiques chamaniques, la vie de la secte des castrats mystiques ou le fonctionnement des armées bolchéviques en lutte contre les armées blanches.
Le titre français est plus vague que le titre anglais (acte d'amour et non acte d'amour du peuple) et peut renvoyer à tous les protagonistes. James Meek explique dans une interview () qu'il s'agit d'une expression tirée du roman lui-même qu'il voit comme révélatrice des tourments des protagonistes qui choisissent cruellement leurs idéaux (amour du peuple pour Samarine, amour de Dieu pour Balachov, amour pour son art chez Anna Petrovna ...) contre l'amour et le bonheur simple, celui qu'imagine Mutz par exemple.

## Sources
(mai 2012).
- http://www.passiondulivre.com/livre-32103-un-acte-d-amour.htm
- http://www.threemonkeysonline.com/article_james_meek_peoples_act_of_love.htm (en)